# Orang Pendek

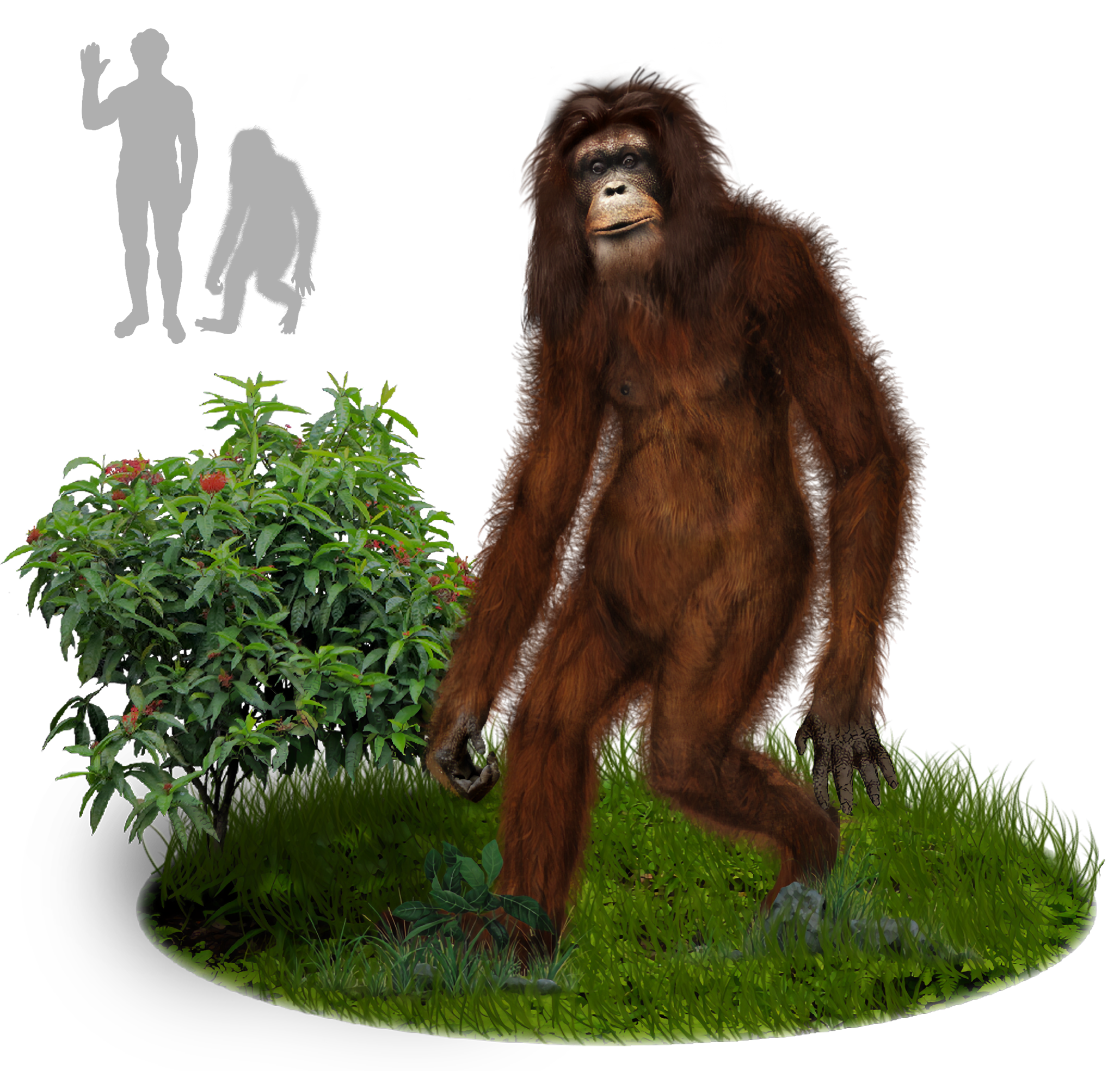
Orang Pendek (künstlerische Darstellung)

Als Orang Pendek oder Orang Pendak („kleiner Mensch“) wird ein hypothetischer kryptider Primat bezeichnet, der auf Sumatra leben soll. Die Existenz dieser vermeintlichen Art ist wissenschaftlich bislang nicht nachgewiesen.

## Status und Sichtungen
Es existiert eine große Zahl von vermeintlichen Augenzeugen, die den Orang Pendek gesehen haben wollen. Außerdem wurden unidentifizierbare Haarreste und Fußspuren gefunden, die von Kryptozoologen mit dem Wesen in Verbindung gebracht wurden.
In der Vergangenheit haben die Einwohner Sumatras modifizierte und rasierte Schlankaffen-Bälge als Belege für eine Existenz des Orang Pendeks an westliche Forscher verkauft. Vorgelegte Fotografien wurden bisher als Fälschungen entlarvt oder waren so schlecht und undeutlich, dass sie unbrauchbar waren.
Den angeblichen Sichtungen zufolge soll der Orang Pendek 80 bis 150 Zentimeter groß sein und aufrecht gehen. Er habe einen muskulösen Oberkörper und kurze, rotbraune Körperbehaarung. Sein Gesicht zeichne sich durch ein fliehendes Kinn, buschige Augenbrauen und große Nasenlöcher aus.

## Theorien zur Abstammung
Aufgrund seiner Ähnlichkeit mit Primaten und wegen der menschenähnlichen Fußspuren halten Kryptozoologen verschiedene paläoanthrope Hominini für Vorfahren des Orang Pendek. In Frage dafür kämen Homo erectus, dessen Überreste auf der Nachbarinsel Java entdeckt wurden, und Homo floresiensis, der auf der nahe gelegenen Insel Flores lebte. Auch ein Zusammenhang mit Ebu Gogo wird nicht ausgeschlossen.

## Das Projekt Orang Pendek
Deborah Martyr, eine Orang-Pendek-Forscherin, konnte Fauna & Flora International (FFI) davon überzeugen, sie bei der Suche nach dem Orang Pendek zu unterstützen. Sie und ihr Team geben an, mittlerweile vier Individuen anhand ihrer Fußabdrücke unterscheiden zu können. Die längste Fährte, bestehend aus zwanzig Fußabdrücken, hinterließ dabei Marathon Man. Deborah Martyr stellt außerdem fest, dass das Überleben der Art wegen der massiven Zerstörung ihres Lebensraumes stark gefährdet sei. Dafür spricht jedenfalls die große Abnahme von Sichtungen innerhalb der letzten fünfzig Jahre. Die Expedition förderte unzählige Fußabdrücke und Haarbüschel zutage, die keiner bekannten Art zugeordnet werden konnten.
Im Laufe der Expedition wurde auch die Tierwelt Sumatras genauer erforscht; u. a. wurden 48 Vogelarten neu entdeckt. Außerdem wurde die Riesenpitta (Hydrornis caeruleus) wiederentdeckt, die auf Sumatra das letzte Mal vor über hundert Jahren gesichtet worden war.